# Kossautal
Das Kossautal ist ein Naturschutzgebiet in der schleswig-holsteinischen Stadt Lütjenburg und den Gemeinden Hohwacht (Ostsee), Helmstorf, Klamp, Giekau und Rantzau im Kreis Plön.
Das rund 97 Hektar große Naturschutzgebiet ist unter der Nummer 115 in das Verzeichnis der Naturschutzgebiete des Ministeriums für Landwirtschaft, Umwelt und ländliche Räume eingetragen. Es wurde Ende 1984 ausgewiesen (Datum der Verordnung: 31. Dezember 1984). Das Naturschutzgebiet ist Bestandteil des FFH-Gebietes „Kossautal und angrenzende Flächen“ und des EU-Vogelschutzgebietes „NSG Kossautal“. Zuständige untere Naturschutzbehörde ist der Kreis Plön.
Das Naturschutzgebiet liegt östlich von Kiel. Es stellt die Kossau mit ihrem Tal zwischen der Bundesstraße 430 bei Gut Rantzau zur Bundesstraße 202 in Lütjenburg sowie zwei weitere Teilflächen im Osten und Nordosten von Lütjenburg unter Schutz. Ein kleiner Teil des Naturschutzgebietes liegt innerhalb des Naturparks Holsteinische Schweiz. Die Kossau verläuft weitgehend naturnah durch ihr nur etwa 100 bis 200 Meter breites, eingeschnittenes Tal, bei dem es sich um eine ehemalige Schmelzwasserrinne einer Eiszunge aus der Weichsel-Kaltzeit handelt. Die Kossau bildet in ihrem mäandrierenden Verlauf Prall- und Gleithänge sowie Abbruchkanten. Sie wird überwiegend von Feuchtwiesen, Röhricht und Staudenfluren sowie Bruchwäldern, Weidengebüschen und kleinflächig Auwäldern begleitet.
Das Naturschutzgebiet hat eine besondere Bedeutung für verschiedene Vögel. So sind im Naturschutzgebiet z. B. Schlagschwirl, Gänsesäger, Eisvogel, Gebirgsstelze und Rohrweihe heimisch. Das Naturschutzgebiet wird vom Kreissportfischerverband Plön betreut.